# Carl Friedrich Giesler
Carl Friedrich Giesler (* 13. Oktober 1781 in Melsungen; † 26. Januar 1850 in Kassel) war ein deutscher Polizeidirektor und Landrat. Er war Mitglied der kurhessischen Ständeversammlung.

## Leben
Carl Friedrich Giesler war ein Sohn des Amtmanns Conrad Giesler und dessen Ehefrau Maria Amalia Münscher. In den Jahren 1830/1831 bekleidete er das Amt des Landrats im Landkreis Melsungen. 
Im Anschluss war er als Polizeidirektor  Leiter der Residenz-Polizeidirektion Kassel, zuständig für die Residenzstadt und den Landgerichtsbezirk Kassel. 
In der Provinz Niederhessen war er als Geheimer Regierungsrat Mitglied der Regierung Kassel.
Von 1842 bis 1844 hatte er ein Mandat für die kurhessische Ständeversammlung, gewählt für den Bezirk Hofgeismar.

## Auszeichnungen
- Geheimer Regierungsrat